# Cantonul Lesparre-Médoc
Cantonul Lesparre-Médoc este un canton din arondismentul Lesparre-Médoc, departamentul Gironde, regiunea Aquitania, Franța.

## Comune
- Bégadan
- Blaignan
- Civrac-en-Médoc
- Couquèques
- Gaillan-en-Médoc
- Lesparre-Médoc (reședință)
- Naujac-sur-Mer
- Ordonnac
- Prignac-en-Médoc
- Queyrac
- Saint-Christoly-Médoc
- Saint-Germain-d'Esteuil
- Saint-Yzans-de-Médoc
- Valeyrac
- Vendays-Montalivet